# Erich von Hornbostel
Erich Moritz von Hornbostel (Wenen, 25 februari 1877 – Cambridge, 28 november 1935) was een Oostenrijks etnomusicoloog en muziekpedagoog. 
Von Hornbostel is vooral bekend geworden door zijn pionierswerk op het gebied van de etnomusicologie en door het classificatiesysteem van muziekinstrumenten, het Sachs-Hornbostel-systeem dat hij met Curt Sachs ontwierp.

## Biografie
Als kind van de zangeres Helene Magnus groeide von Hornbostel op in een muzikale omgeving. Al op jonge leeftijd studeerde hij harmonie en contrapunt bij Eusebius Mandyczewski en tijdens zijn late tienerjaren had hij al enige faam als pianist en componist bereikt. Van 1895 tot 1899 studeerde hij natuurwetenchappen en filosofie aan de universiteiten van Heidelberg en Wenen. Na het behalen van zijn doctoraat in de chemie in Wenen (1900) trok hij naar Berlijn, waar hij onder invloed van Carl Stumpf gefascineerd geraakte door de experimentele psychologie en door musicologie. In 1905 was Hornbostel Stumps' assistent aan het Psychologische Instituut van Berlijn. In 1906 werd dit instituut omgevormd tot het Berlin Phonogramm-Archiv, waarvan hij van 1906 tot 1933 directeur zou zijn. Samen met Curt Sachs schreef hij er het artikel Systematik der Musikinstrumente, dat een nieuwe basis vormde voor de classificatie van zowel westerse als niet-westerse muziekinstrumenten.
In 1933 werd Hornbostel ontslagen vanwege zijn Joodse achtergrond, waarna hij met zijn vrouw en zoon naar Zwitserland vluchtte. Van daaruit emigreerde de familie naar New York, waar Hornbostel professor werd aan de New School for Social Research. Vanwege gezondheidsproblemen voelde Hornbostel zich verplicht om naar Londen te verhuizen. De laatste jaren van zijn leven bracht hij door in Cambridge.